# Elecciones generales de Puerto Rico de 1964
Se realizaron elecciones generales en Puerto Rico el 3 de noviembre de 1964. Roberto Sánchez Vilella del Partido Popular Democrático fue elegido como Gobernador. La participación fue de un 83.8%.

## Contexto
Las elecciones del 1964 se caracterizan por ser las cuartas realizadas luego del establecimiento de la Constitución de Puerto Rico de 1952, la cual se caracteriza por la institucionalización del Senado de Puerto Rico con 27 miembros y la Cámara de Representantes de Puerto Rico de 51 miembros, además del sistema de acumulación en la elección de los parlamentarios y de representación a minorías.